# Hans Geisler (Politiker)

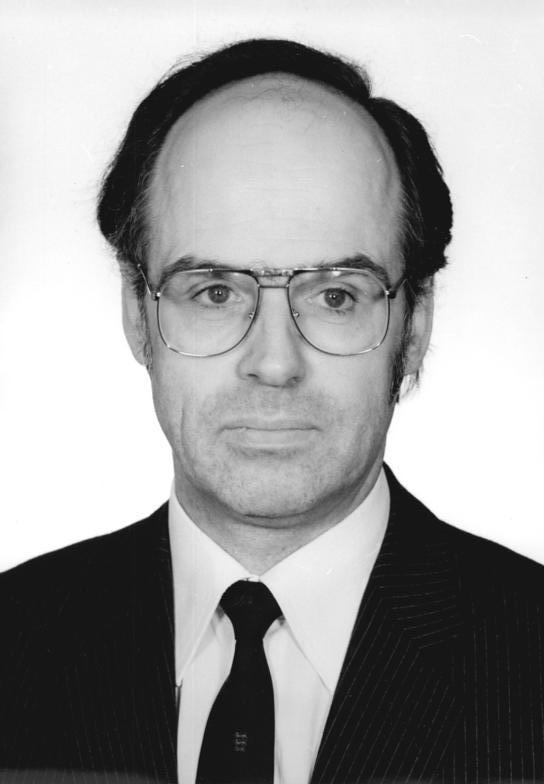
Hans Geisler (1990)

Hans Geisler (* 22. März 1940 in Lauban) ist ein deutscher Politiker (1989–1990 DA, CDU). Er war von 1990 bis 2002 Sächsischer Staatsminister für Soziales, Gesundheit und Familie.

## Leben
Nach seinem Abitur 1958 in Löbau und einer Ausbildung zum Färber studierte er ab 1960 Chemie an der Technischen Universität Dresden. Er legte 1965 sein Staatsexamen ab und wurde 1970 an der TUD promoviert.
Geisler gehört der evangelisch-lutherischen Konfession an, ist verheiratet und hat vier Kinder. Er lebt in Radeberg.

## Politik
Geisler trat 1989 der Partei Demokratischer Aufbruch (DA) bei, die im August 1990 mit der CDU fusionierte. Er war in der Wendezeit Vorstandsmitglied des DA Ostsachsen und Mitglied des Runden Tisches Dresden. Er war vom März bis Oktober 1990 Abgeordneter der Volkskammer der DDR und vom 3. Oktober 1990 bis Februar 1991 des Deutschen Bundestages. Von Oktober 1994 bis 2004 war er Mitglied des Sächsischen Landtages.
Vom November 1990 bis Mai 2002 war er Sächsischer Staatsminister für Soziales, Gesundheit und Familie und vom August 1995 bis Mai 2002 auch stellvertretender Ministerpräsident im Kabinett von Kurt Biedenkopf. Von der Bundesregierung wurde er 2006 zum Mitglied im Rat für Nachhaltige Entwicklung berufen.
Am 27. Mai 2000 wurde ihm von Landtagspräsident Erich Iltgen die Sächsische Verfassungsmedaille verliehen.

## Mitgliedschaften
Hans Geisler ist Vorsitzender im Bundeskuratorium des Internationalen Bunds, einem freien Träger der Jugend-, Sozial- und Bildungsarbeit.

## Veröffentlichungen
- Hans Geisler: Gemeinwohl gestalten. Gesellschafts- und Sozialpolitik aus christlichen Wurzeln. Halle 2002.